# Zamach w Stawropolu (2003)
5 grudnia 2003 r. doszło do wybuchu w pociągu podmiejskim w Kraju Stawropolskim na południu Rosji, sąsiadującym z Czeczenią. Łącznie zginęło 41 osób, 160 zostało rannych. Był to zamach samobójczy.
Ministerstwo ds. Sytuacji Nadzwyczajnych podało, że z wraku pociągu wyciągnięto 31 ciał, a 10 osób zmarło w szpitalu.
Według przedstawiciela Prokuratury Generalnej – Ministra Jurija Czajki – zamach był próbą destabilizacji regionu przed zbliżającymi się wyborami do Dumy, niższej izby parlamentu.
Do eksplozji doszło w godzinach szczytu, o godz. 7:42 czasu moskiewskiego (5:42 czasu warszawskiego), kiedy do stacji Jessentuki zbliżał się zatłoczony pociąg relacji Kisłowodzk – Mineralne Wody. Siła eksplozji oszacowana została na odpowiednik 10 kg trotylu. Część pasażerów została wyrzucona na zewnątrz, a reszta utknęła w mocno rozerwanym wagonie. „Większość ofiar to młodzież z Kisłowodzka w wieku 15-19 lat, dojeżdżająca do szkół do Piatigorska i pracownicy lokalnych fabryk”.
Nikołaj Patruszew, szef Federalnej Służby Bezpieczeństwa (FSB), oznajmił, że za zamach odpowiedzialne były cztery osoby – trzy kobiety i mężczyzna. „W wagonie, w którym doszło do wybuchu, znajdowały się dwie kobiety, które na chwilę przed eksplozją wyskoczyły z pociągu, a trzecia, kontrolująca ich działania, jest ciężko ranna i raczej nie przeżyje. Znaleziono także fragmenty ciała mężczyzny, do jego nóg przyczepione były granaty”.